# Ochavo de la Sierra y Castillejo
El ochavo de la Sierra y Castillejo, también llamado de la Sierra de Castillejo, es una división administrativa castellana de origen medieval perteneciente a la Comunidad de Villa y Tierra de Sepúlveda.
Los ochavos son una división administrativa que, en un principio, equivalían a la octava parte de un territorio determinado, generalmente comprendían una parte del término rural dependiente de una villa, rigiéndose en este caso por el Fuero de Sepúlveda.
Como indica su nombre, Sierra de Castillejo, está orográficamente situada en las sierras de Guadarrama, Somosierra y Ayllón, situándose aquí el nacimiento del río Duratón, eje vertebrador de la Comunidad. El ochavo destaca además por su importante patrimonio arquitectónico y natural.

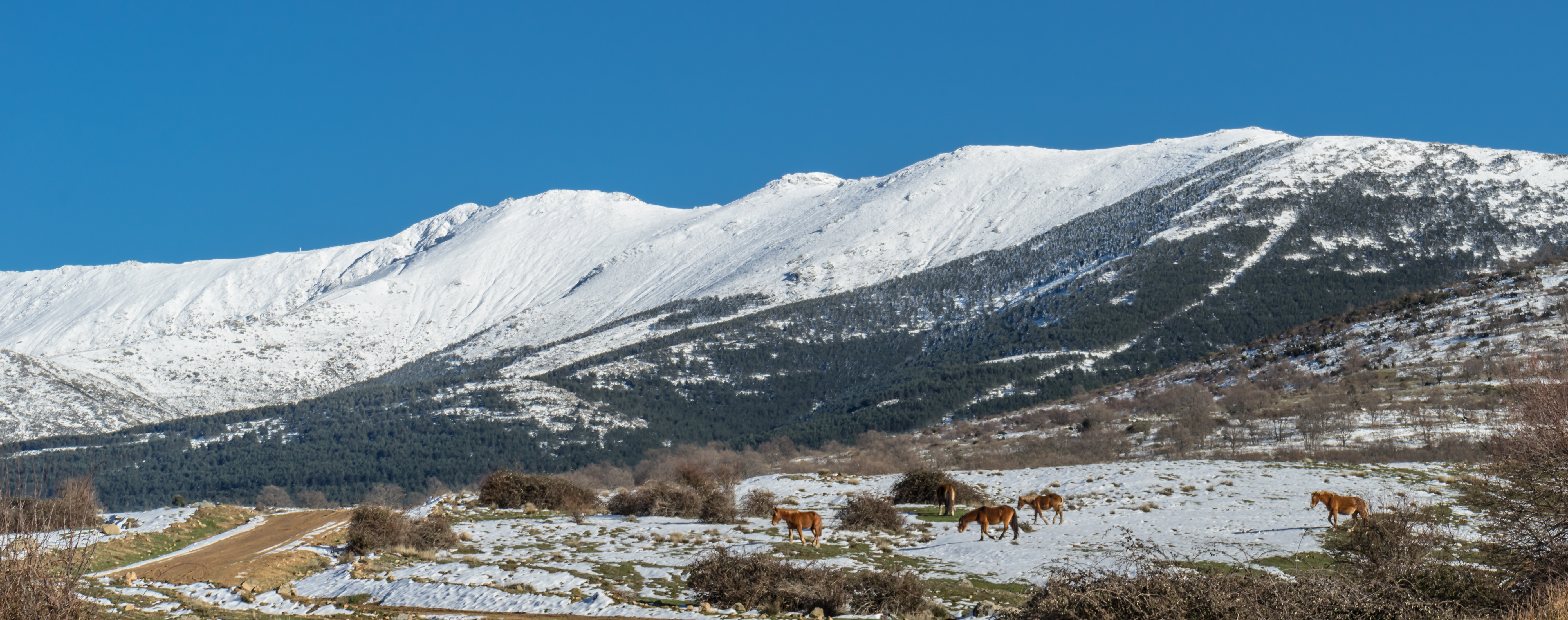
La cercanía a las sierras de Guadarrama, Somosierra y Ayllón es una de las señas de identidad de ochavo

## Comunidad de Villa y Tierra de Sepúlveda
La Comunidad de Villa y Tierra de Sepúlveda se divide en seis ochavos, aunque en un principio fueron ocho. Los ochavos en activo que pertenecen a la Comunidad de Villa y Tierra de Sepúlveda se encuadran dentro de la actual provincia de Segovia. Estos ochavos son:
- Ochavo de Sepúlveda
- Ochavo de Cantalejo
- Ochavo de Prádena
- Ochavo de las Pedrizas y Valdenavares
- Ochavo de la Sierra y Castillejo
- Ochavo de Bercimuel

En el pasado estuvieron también bajo fuerte influencia Maderuelo y Pedraza. Formando además parte del territorio los ochavos de:
- Ochavo de Fresno de Cantespino, hasta su segregación en el siglo XII como Comunidad de Villa y Tierra de Fresno de Cantespino (de la que después se desgranaría también la villa de Riaza).
- Ochavo de Sierra, cuyo territorio está hoy, tras años de disputas, repartido entre las provincias de Guadalajara y Madrid.

## Localidades del ochavo de la Sierra y Castillejo
El ochavo de la Sierra y Castillejo, parte de las Comunidades Segovianas, está encabezado por la localidad de Castillejo de Mesleón y además está constituido por los siguientes pueblos (a los que se suman sus despoblados):
- Castillejo de Mesléon (capital)
- Cerezo de Arriba
- Sotos de Sepúlveda (recientemente anejado a Castillejo de Mesléon)
- Duratón (recientemente anejado a Sepúlveda)
- Cerezo de Abajo
- Mansilla (recientemente anejado a Cerezo de Abajo)
- Sotillo
- Vellosillo (recientemente anejado a Sepúlveda)
- Duruelo
- La Rades (recientemente incluido en Santo Tomé del Puerto)
- Villarejo (recientemente incluido en Santo Tomé del Puerto)
- Siguero (recientemente incluido en Santo Tomé del Puerto)
- Rosuero (recientemente incluido en Santo Tomé del Puerto)